# Christmas in Vienna
Christmas in Vienna è un album dal vivo della cantante statunitense Diana Ross e dei tenori spagnoli Plácido Domingo e José Carreras, pubblicato nel 1993.

## Tracce
1. Jingle Bells (Pierpont) - 1:37
2. Mille Cherubini in Coro (Schubert) - 3:54
3. Amazing Grace (Newton) - 5:46
4. Wiegenlied (Brahms) - 2:57
5. Carol of the Drum (Little Drummer Boy) (Davis) - 2:58
6. The Gift of Love (Domingo Jr, Reilly) (Orchestration by Juan J. Colomer) - 3:57
7. Navidad (Fons, Montalban) - 4:05
8. White Christmas (Berlin) - 2:44
9. Ave Maria (Schubert) - 4:56
10. Ave Maria (Mascagni, from Cavalleria rusticana) - 3:38
11. It's the Most Wonderful Time of the Year (Pola, Wyle) - 2:42
12. Adeste Fideles (Oakeley, Wade) - 2:42
13. If We Hold on Together (Horner, Mann, Jennings) - 3:31
14. O Tannenbaum/Minuit, Chrétiens/Jingle Bells/La Virgen Lava Pañales/O Little Town of Bethlehem/Tu Scendi Dalle Stelle/Joy to the World (Traditional/Adolphe-Charles Adam/Henry Walford Davies/Lowell Mason) - 13:45
15. Stille Nacht (Gruber, Mohr) - 3:54